# Stockham (Tyrlaching)
Stockham (mundartl.: Stogham(à)) ist ein Ortsteil der Gemeinde Tyrlaching im oberbayerischen Landkreis Altötting.

## Lage
Die Einöde Stockham liegt etwa einen Kilometer nördlich von Tyrlaching unterhalb des Rainbichl.

## Geschichte
Der Name der Einöde bezeichnet eine Ansiedlung an einem Rodungsplatz (Gestocket). Der denkmalgeschützte Vierseithof Beim Stockhammer stammt aus der Mitte des 19. Jahrhunderts.